# Острув-Велькопольски
О́струв-Велькопо́льски (пол. Ostrów Wielkopolski, нем. Ostrowo) — город в Польше, входит в Великопольское воеводство, административный центр Острувский повята. Имеет статус городской гмины. Занимает площадь 42,39 км². Население — 72 672 человек (на 2006 год). Острув-Велькопольски — пятый город по количеству населения в Великопольском воеводстве после Познани, Калиша, Конина и Пилы.

## История

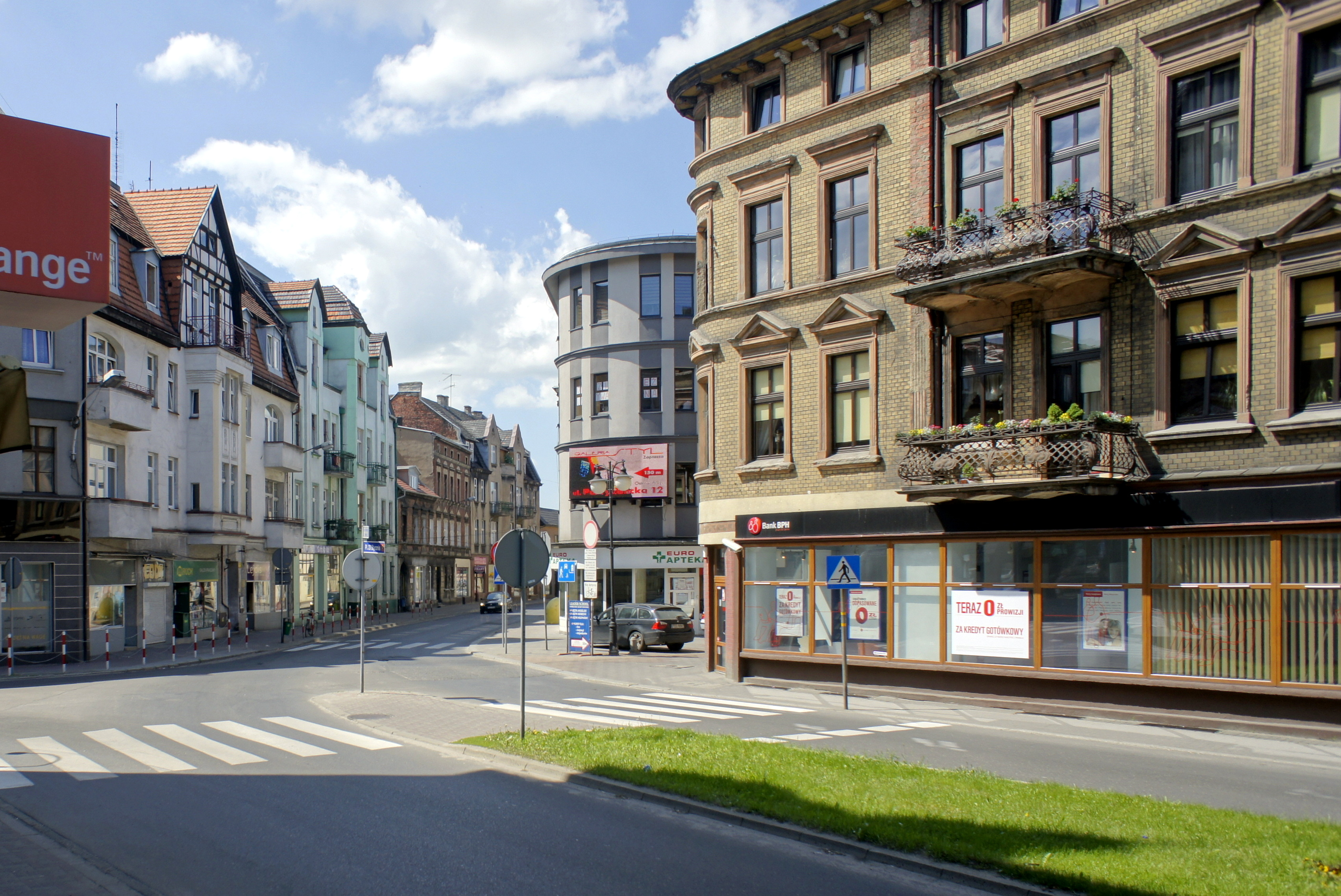
Партизанская улица в Острув-Велькопольски

На северо-восточной окраине Острув-Велькопольски было обнаружено небольшое укреплённое жилище, датируемое X веком. Территория города была частью Польши с момента основания государства в том же веке.
Острув получил статус города в 1404 году, но экономический застой, вызванный пожарами, войнами и слабым дворянством XVI века, привёл к тому, что городские чиновники в 1711 году отказались от этого статуса. В административном отношении Острув относился к Калишскому воеводстве Великопольской провинции Королевства Польского. В 1714 году один из дворян Острува, Ян Ежи Пржебендовский, стал добиваться при королевском дворе восстановления для него статуса города. В целях развития Острува его новые поселенцы были освобождены от налогов на шесть лет. Благодаря влиянию великого коронного маршалока Франтишека Белинского город получил свой статус обратно с крайне выгодными привилеями. Радзивиллы, другой знатный род, взяли на себя покровительство над городом и следили за многочисленными инвестициями в него. Всё это, а также его выгодное расположение способствовали непрерывному росту Острува.
В 1793 году, во время Второго раздела Польши, Острув был аннексирован Королевством Пруссия. Вернувшись под польское владычество в недолгий период существования Варшавского герцогства, с 1807 по 1815 год, он был вновь присоединён к Пруссии и включён в состав первоначально автономного Великого княжества Познанского в 1815 году. Суконное производство процветало в Оструве до 1825 года, когда Россия ввела таможенные пошлины на импортные ткани, в результате чего многие текстильные производства переехали на восток, в «Российскую Польшу». В 1828 году местный дворянин Антоний Радзивилл финансировал строительство новой ратуши. В 1845 году была основана Королевская католическая гимназия, значимая польская школа в прусской части Польши, которая, как и местный же I лицей Огольнокштальце, остаётся одной из самых известных средних школ в Великой Польше. Со временем Острув стал важным центром польского образования, печати и издательского дела в регионе. Среди местных польских интеллектуалов наиболее заметными были Антоний Брониковский, выдающийся эллинист, который перевёл на польский язык произведения Платона, Гомера, Фукидида и Ксенофонта, и поэт Анастазий Цивинский. Создание железнодорожного узла в Оструве стало важнейшим поворотным пунктом в его развитии, позволившим придать городу весомый статус на местном и национальном уровне. В 1875 году были открыты первые железнодорожные пути, связывающие Познань и Ключборк и проходившие через Острув. Примас Польши кардинал Мечислав Халька Ледуховский был заключён прусскими властями в местную тюрьму на два года, после чего он и вовсе был изгнан ими из страны. После того, как Польша вновь обрела независимость, ему был воздвигнут памятник в Оструве.

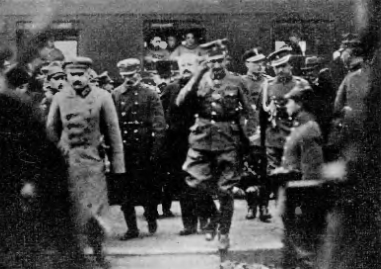
Маршал Юзеф Пилсудский во время своего визита в Острув в 1919 году

Острув был важным центром польского движения за независимость. Так одним из показательных эпизодов этой борьбы в истории города стало провозглашение Острувской республики (пол. Republika Ostrowska) в ходе гражданского переворота 1918 года. Во время этого переворота не было пролито ни капли крови, и вся политическая власть перешла от прусских органов к местным. Годовщина переворота, 10 ноября, отмечается как официальный День города Острув-Велькопольски. Первым польским мэром Острува после восстановления независимости Польши был Стефан Ровинский, один из ведущих борцов за независимость и издателей в Оструве до 1918 года. В межвоенный период Остров был одним из самых быстрорастущих городов страны: число жителей удвоилось, были построены эффектные дома, а также новые школы, стадионы и плавательный бассейн. Были основаны три новых дачных района и началось производство современных вагонов (Fabryka Wagon). В 1934 году границы города были значительно расширены, и деревни Старе-Каменице, Зембцув, Венецья и Кремпа стали новыми районами Острува.

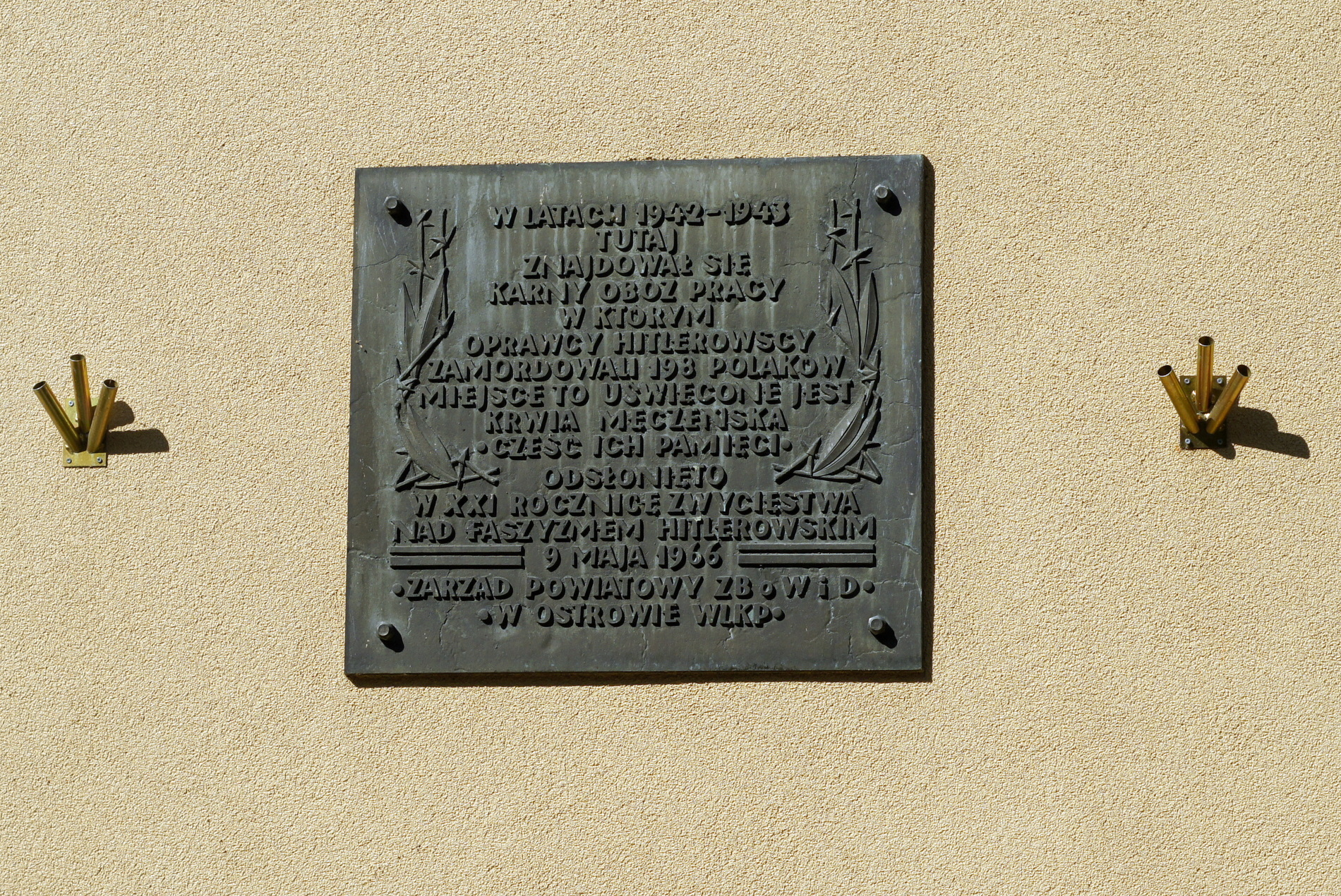
Мемориальная доска на бывшем немецком трудовом лагере, существовавшем во время оккупации Польши

В период немецкой оккупации Польши во время Второй мировой войны в пределах города действовал нацистский немецкий трудовой лагерь «Staatspolizeistelle Litzmannstadt Arbeitserziehungslager Ostrowo», где погибло 193 человека. Этот город был одним из главных центров польского подполья в Великопольском регионе. В 1941 году, после разгрома Гестапо штаба Познанского отделения подпольного Союза по вооруженной борьбе, он был перенесён в Острув. Отсюда была проведена реорганизация познанской области Союза. Острув был освобождён от немецких оккупантов 23 января 1945 года войсками первого Белорусского фронта.
После войны Острув входил в состав Познанского воеводства, а с 1975 по 1998 году был вторым по величине городом в Калишском воеводстве (после Калиша). В 1979 году территория города во второй раз в своей истории была значительно расширена, с включением в свой состав бывших деревень Пруслин, Щигличка, Захаржев, Пяски, Стары-Став и Новы-Став в качестве новых районов.

## Города-побратимы[8]
- Нордхаузен, Германия (1995)
- Делич, Германия (2000)
- Лечче, Италия (2006)
- Брантфорд, Канада (2009)
- Кючюкчекмедже, Турция (2009)
- Бержерак, Франция (2017)[9]

## Галерея

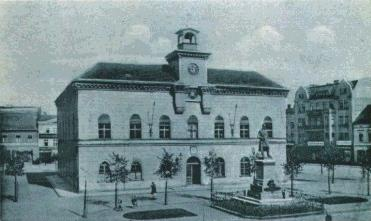
Ратуша (архивное фото)
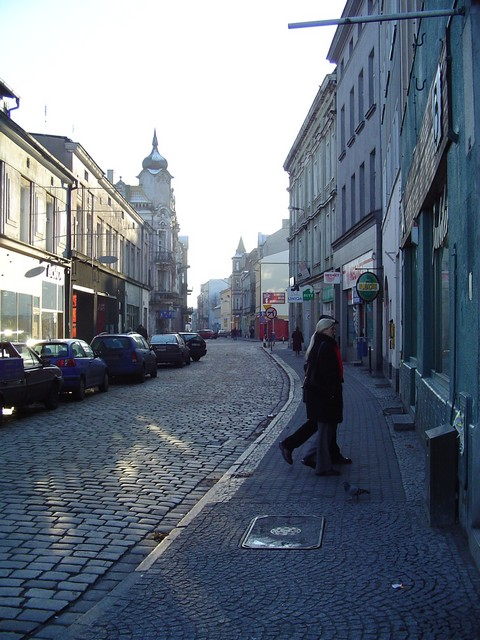
Вроцлавская улица
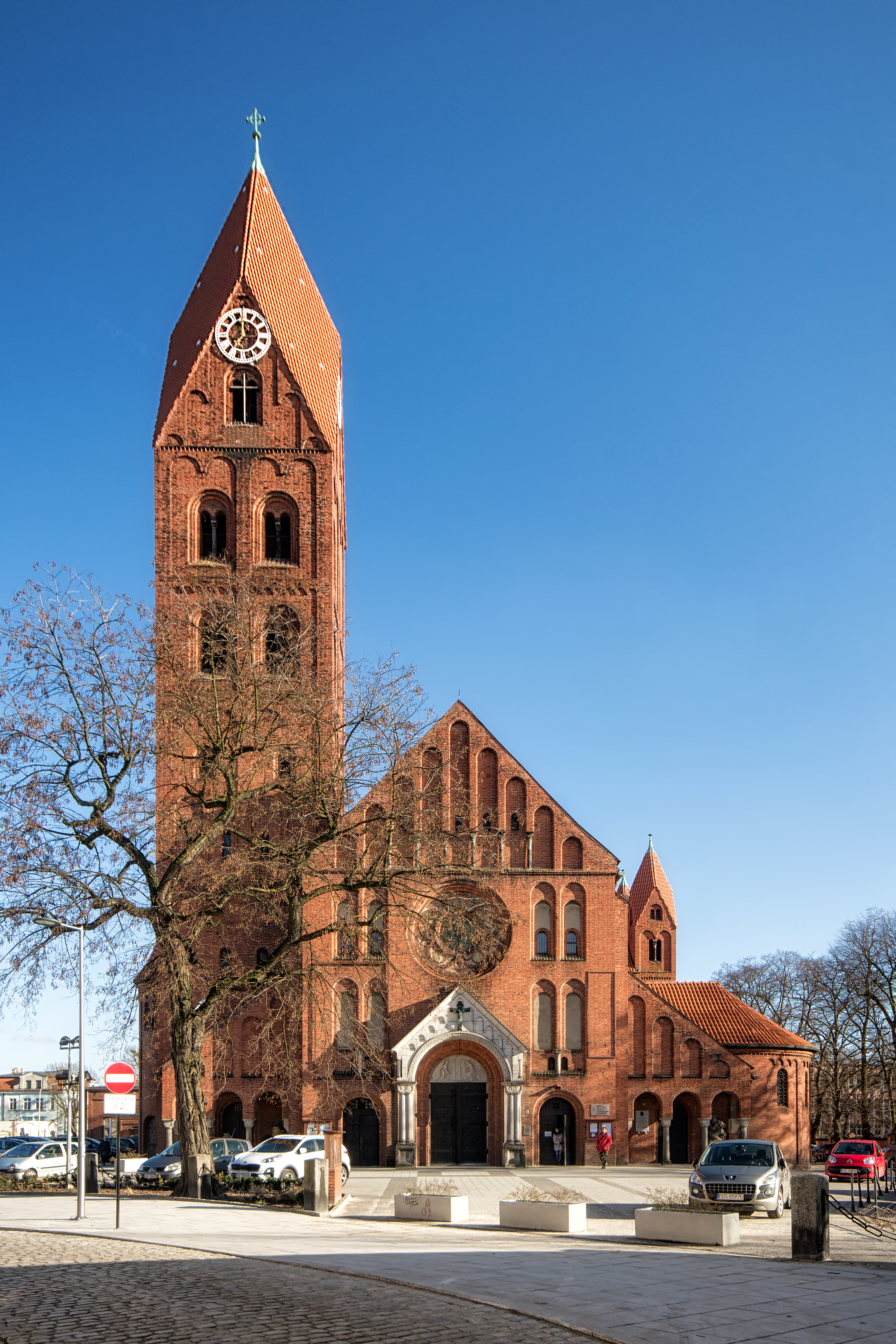
Кафедральный собор
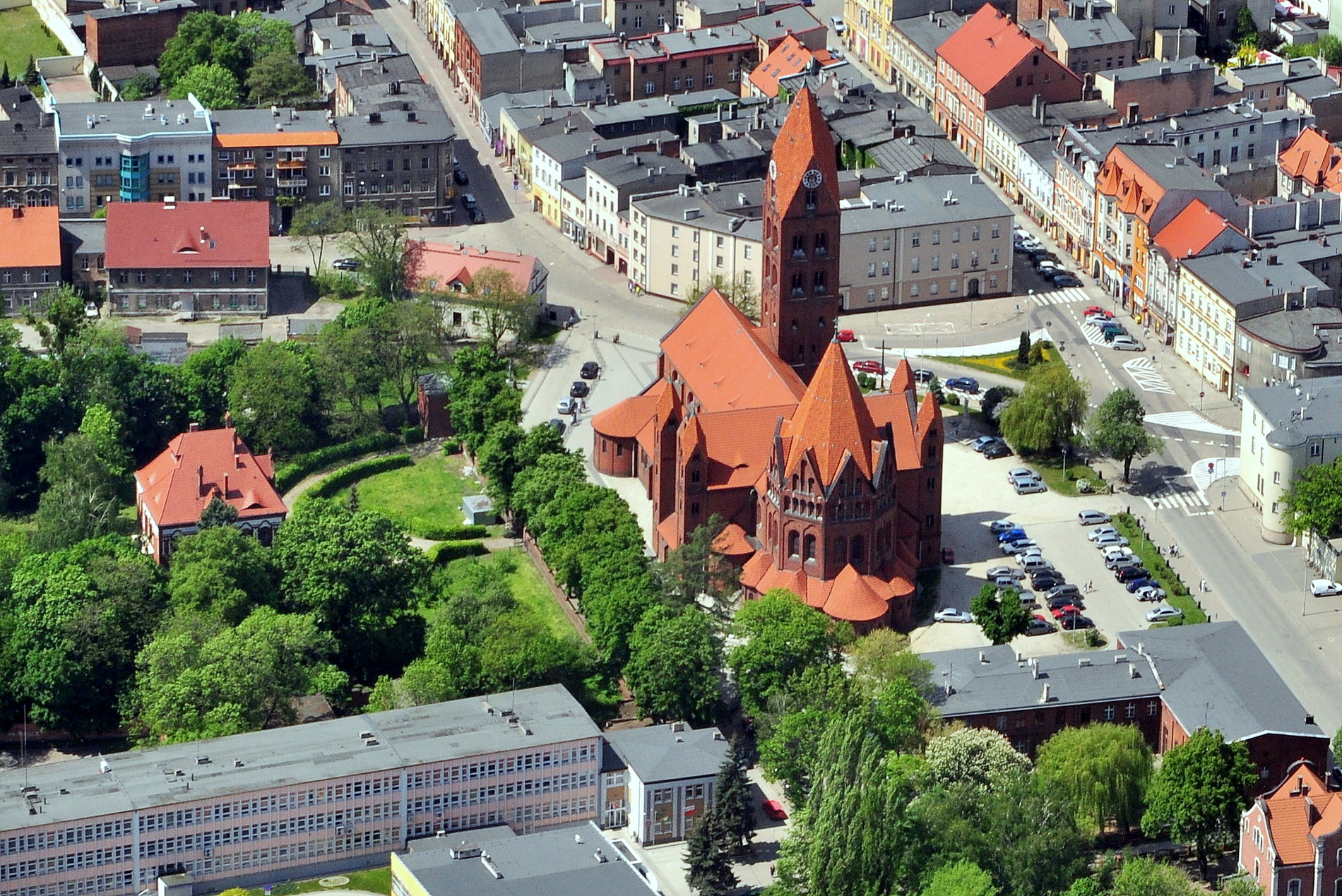
Кафедральный собор
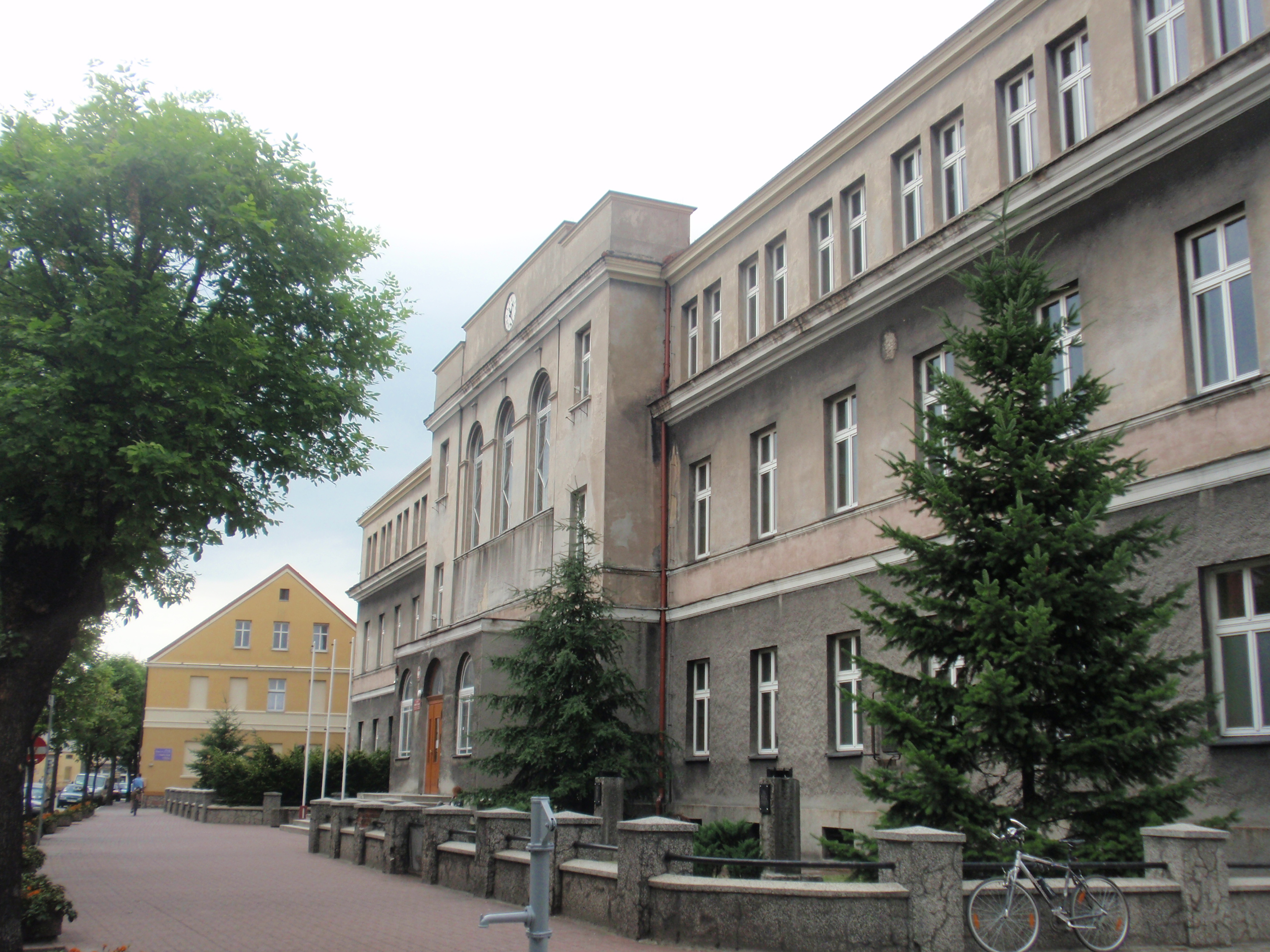
Средняя школа (I LO)
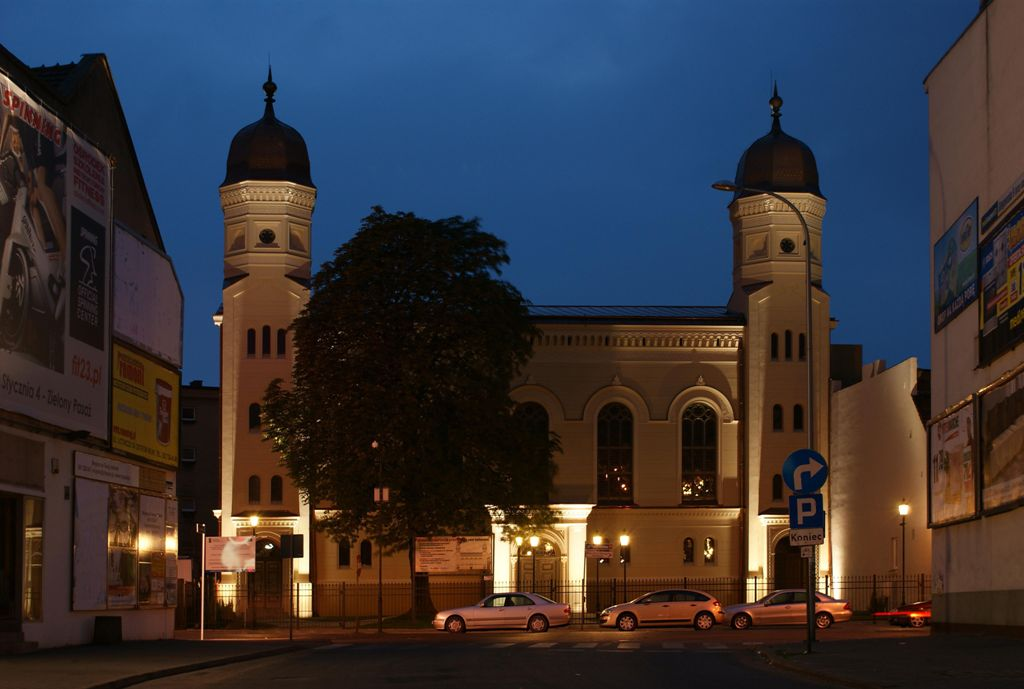
Синагога ночью
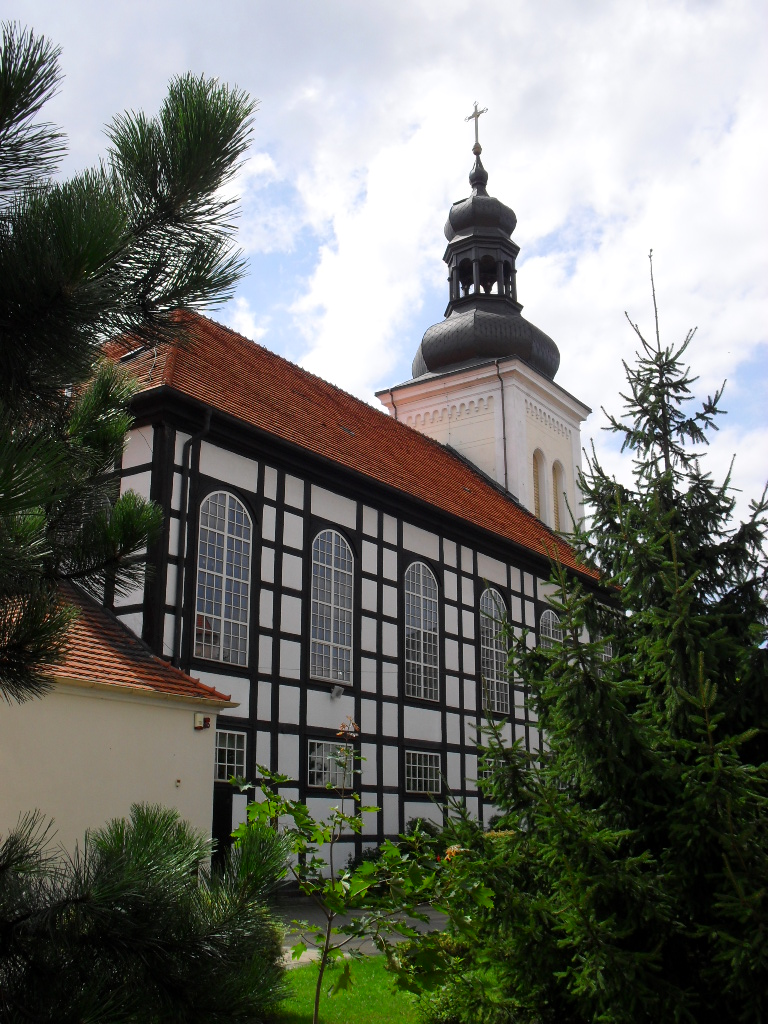
Евангелистская церковь
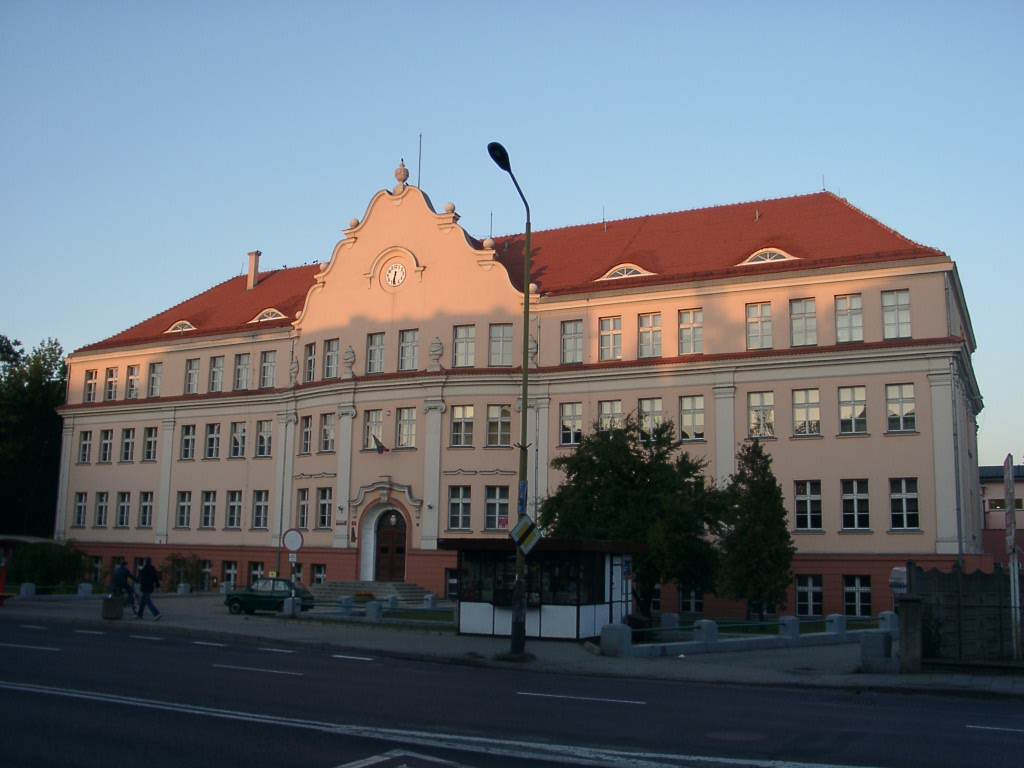
Гимназия 1
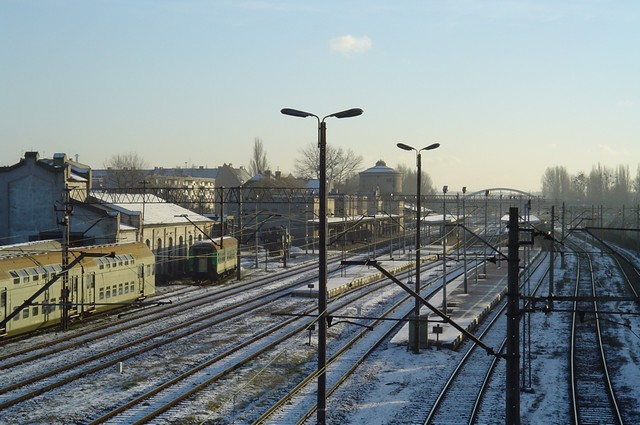
Железнодорожная станция
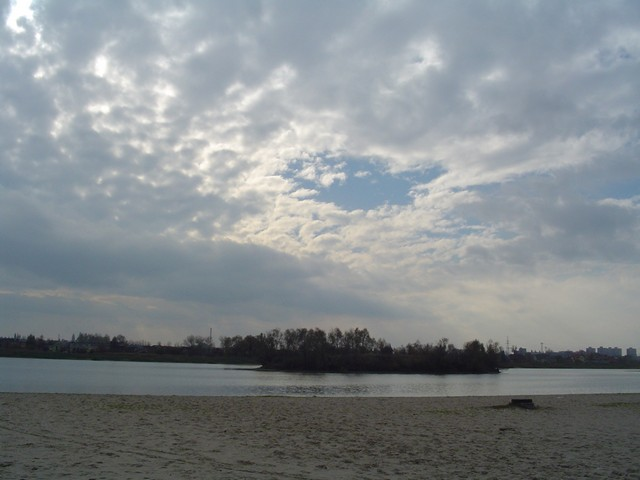
Центр отдыха Песок
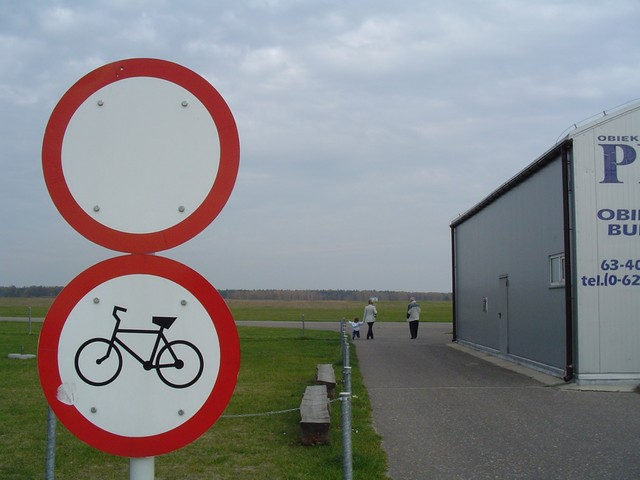
Аэродром
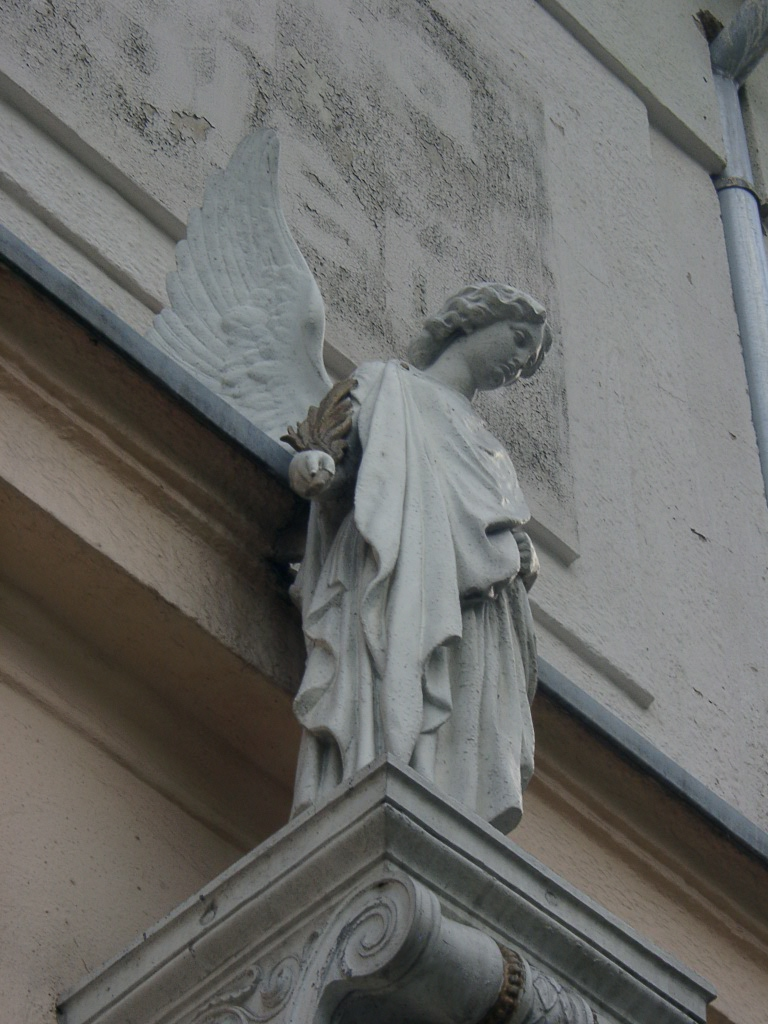
Статуя Ангела на доме

## Известные уроженцы
- Герстман, Адольф Иосиф (1855—1921) — немецкий писатель, драматург, литературный критик, переводчик, театральный деятель.